# Euriphene subtentyris
Euriphene subtentyris är en fjärilsart som beskrevs av Embrik Strand 1911. Euriphene subtentyris ingår i släktet Euriphene och familjen praktfjärilar. Inga underarter finns listade i Catalogue of Life.